# Pollo kung pao
Il pollo kung pao o pollo Gong Bao (宫保鸡丁S, Gōngbǎo jīdīngP) è un piatto tipico del Sichuan, in Cina, a base di pollo, peperoncini, arachidi, cipolla d'inverno e altre verdure e spezie.

## Storia

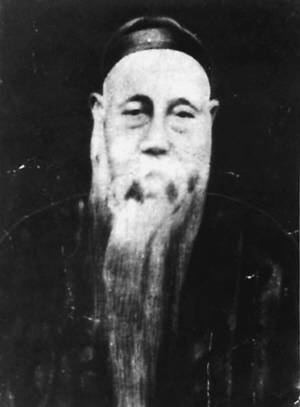
Ding Baozhen

Si ritiene che il piatto prenda il nome da Ding Baozhen (1820–1886), un funzionario della tarda dinastia Qing e governatore della provincia del Sichuan. Egli deteneva la carica di Taizi Shaobao, che era uno dei vari gradi di Gongbao (ovvero "guardiano del palazzo"). Il carattere 丁 (traslitterato "dīng") presente nel nome del piatto è un gioco di parole che fa riferimento tanto al funzionario quanto ai cubetti di pollo di cui è composto il piatto ("dīng" significa infatti "piccolo cubo" in lingua cinese).
Durante la Rivoluzione culturale messa in atto da Mao nel 1966, il nome del piatto divenne politicamente scorretto a causa della sua correlazione con il vecchio sistema imperiale. Il piatto venne quindi ribattezzato "pollo piccante" (糊 辣 鸡 丁S, húlà jīdīngP) dai maoisti e mantenne tale nome fino agli anni 1980, quando il termine "pollo kung pao" venne riabilitato in seguito alle riforme di Deng Xiaoping.

## Caratteristiche
Il tradizionale pollo kung pao del Sichuan è a base pollo tagliato a pezzetti, marinato e insaporito con il vino dello Shaoxing, pepe del Sichuan, che serve ad aggiungere fragranza all'olio e a bilanciare il sapore del piatto, peperoncini (nel Sichuan, il pollo kung pao è a base di peperoncini tradizionali diffusi nella provincia, come il Facing Heaven, il cosiddetto qīxīngjiāo o altri esemplari di dimensioni più ridotte), porri tritati, e arachidi fresche non tostate. Il piatto viene preparato usando un wok.

## Varianti

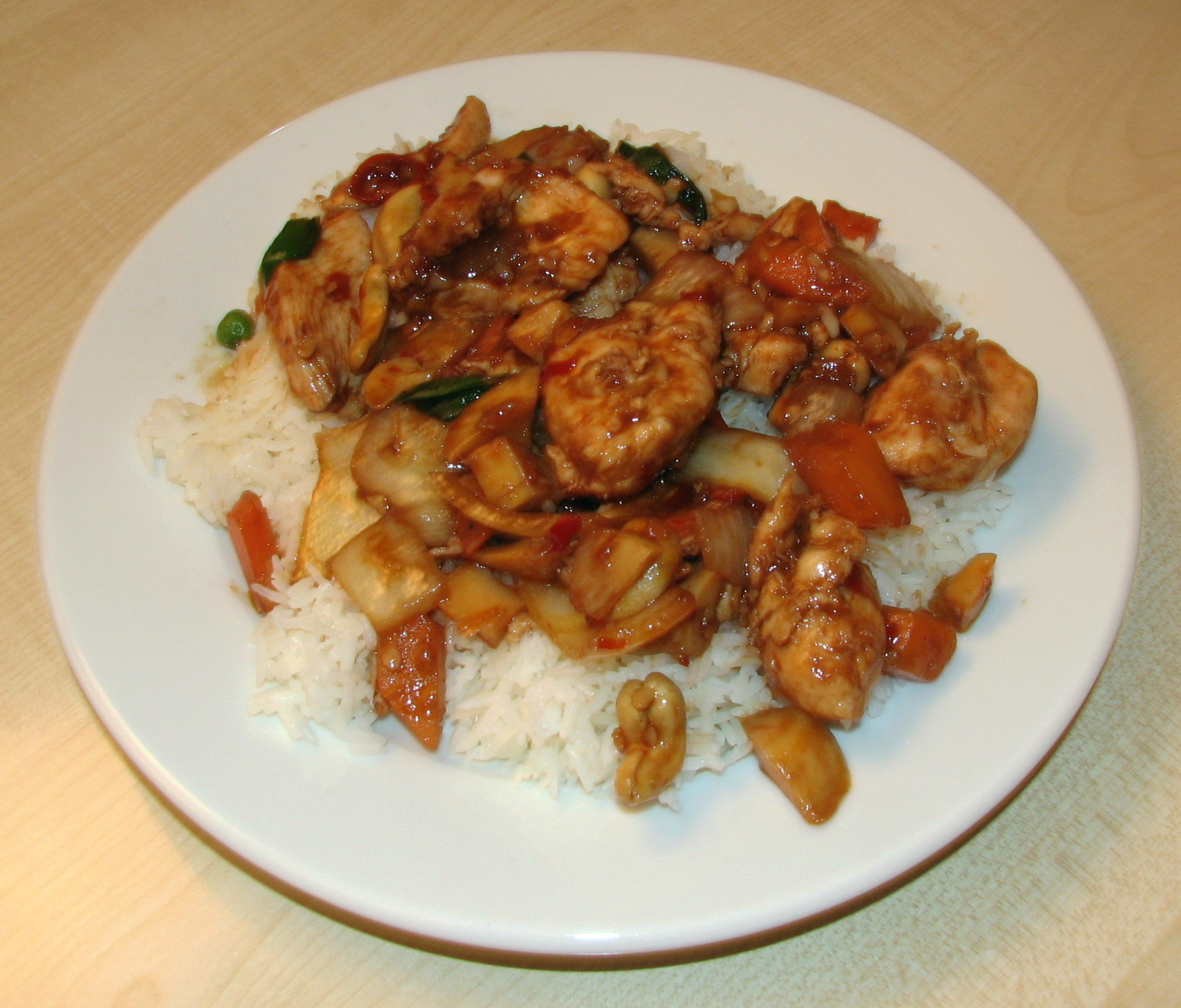
Gaifan kung pao chicken londinese, un esempio di pollo kung pao occidentalizzato

### Versione della provincia di Guizhou
Nella vicina provincia di Guizhou, si consuma una variante di pollo kung pao a base di cubetti di pollo marinati che mantengono la pelle dell'animale, pasta di peperoncino ciba tipica del luogo, che sostituisce i peperoncini interi, aglio, zenzero e scalogni.

### Versioni occidentali
Oltre che in Cina, il pollo kung pao viene servito in alcune aree del globo ove ha subito un processo di occidentalizzazione. Nelle sue versioni "occidentali", il piatto cinese può contenere, oltre ai tipici ingredienti, arancia (a fette o il suo succo), brodo di pollo, zucchero, olio da cucina, amido di mais, tofu e verdure a piacere come i peperoni e le carote. A volte, tali varianti contengono altre carni come quella di maiale, anatra o pesce.

### Altre varianti
In Cina sono diffusi anche i "gamberetti Kung Pao" (宫保 虾S) e le "cosce di rana Kung Pao" (宫保 田鸡S).